# Police (district de Třebíč)
Pour les articles homonymes, voir Police.
Police (en allemand : Pullitz) est une commune du district de Třebíč, dans la Vysočina, en République tchèque. Sa population s'élevait à 323 habitants en 2024.

## Géographie
Police se trouve à 7,3 km au sud-est du centre de Jemnice, à 33,5 km au sud-ouest de Třebíč, à 48 km au sud de Jihlava et à 152 km au sud-est de Prague.
La commune est limitée par Jiratice au nord, par Kostníky au nord, à l'est et au sud-est, par Korolupy au sud, par Lubnice au sud-ouest, et par Bačkovice et Radotice à l'ouest.

## Histoire
La première mention écrite de la localité date de 1347.

## Transports
Par la route, Police se trouve à 7,5 km de Jemnice, à 46 km de Třebíč, à 57 km de Jihlava et à 188 km de Prague.